# Selenicereus atropilosus
Selenicereus atropilosus là một loài thực vật có hoa trong họ Cactaceae. Loài này được Kimnach miêu tả khoa học đầu tiên năm 1978.